# Ephemerella ignita
Espèce
Ephemerella ignita est une espèce d'insectes de l'ordre des éphéméroptères et fait partie de la famille des éphémérellidés.
Synonyme actuel (selon ITIS)
- Serratella ignita (Poda, 1761)

## Caractéristiques physiques
- Nymphe : de 6 à 9 mm pour le corps
- Imago :
  - Corps : de 6 à 10 mm
  - Cerques : ♂ 8 à 13 mm, ♀ 7 à 9 mm
  - Ailes : ♂ 6 à 10 mm, ♀ 8 à 11 mm

## Localisation
Elle se trouve partout : sur toutes les rivières d'Europe de l'Ouest, des têtes de bassin aux cours inférieurs.

## Éclosion
À partir de juin et jusqu'en novembre, mais surtout les après-midi de juillet et d'août.

## Le coin desmoucheurs
Ephemerella ignita est la blue winged olive (B.W.O.) des anglophones.
Attention : "olive à ailes bleues" est une appellation pouvant prêter à confusion. Si la couleur verdâtre est bien là sur le subimago, l'imago, lui, a un corps variant de l'orangé au brun-rouge.